# LHSMQ 2003/04
Die Saison 2003/04 war die achte reguläre Saison der Ligue de hockey senior majeur du Québec (LHSMQ) (bis 2003 Ligue de hockey semi-professionnelle de Québec). Die 14 Teams absolvierten in der regulären Saison je 50 Begegnungen. Das punktbeste Team der regulären Saison waren die Prolab de Thetford Mines, während die Dragons de Verdun in den Play-offs zum ersten Mal die Coupe Futura gewannen. Vor der Spielzeit änderte die Liga ihren Namen in Anlehnung an die Ligue de hockey junior majeur du Québec (LHJMQ). 

## Teamänderungen
Folgende Änderungen wurden vor Beginn der Saison vorgenommen: 
- Die Aztèques d’Asbestos stellten den Spielbetrieb ein.
- Die Vikings de Trois-Rivières wurden als Expansionsteam in die Liga aufgenommen.
- Die As de Québec wurden verkauft und änderten ihren Namen in Radio X de Québec.
- Die Lacroix de Windsor wurden nach Sherbrooke, Québec, umgesiedelt und änderten ihren Namen in Saint-François de Sherbrooke.

## Reguläre Saison

### Abschlusstabellen
Abkürzungen: GP = Spiele, W = Siege, L = Niederlagen, T = Unentschieden, OTL = Niederlage nach Overtime, GF = Erzielte Tore, GA = Gegentore, Pts = Punkte
| Division Ouest               | GP | W  | L  | OTL | SOL | GF  | GA  | Pts |
| ---------------------------- | -- | -- | -- | --- | --- | --- | --- | --- |
| Dragons de Verdun            | 50 | 36 | 12 | 1   | 1   | 281 | 189 | 74  |
| Mission de Saint-Jean        | 50 | 30 | 20 | 0   | 0   | 240 | 190 | 60  |
| Cousin de Saint-Hyacinthe    | 50 | 26 | 22 | 1   | 1   | 191 | 194 | 54  |
| Saint-François de Sherbrooke | 50 | 25 | 21 | 3   | 1   | 202 | 209 | 54  |
| Chiefs de Laval              | 50 | 24 | 24 | 0   | 2   | 194 | 209 | 50  |
| Royaux de Sorel              | 50 | 21 | 26 | 2   | 1   | 188 | 201 | 45  |
| Prédateurs de Granby         | 50 | 19 | 26 | 3   | 2   | 193 | 255 | 43  |

| Division Est                 | GP | W  | L  | OTL | SOL | GF  | GA  | Pts |
| ---------------------------- | -- | -- | -- | --- | --- | --- | --- | --- |
| Prolab de Thetford Mines     | 50 | 40 | 8  | 1   | 1   | 252 | 152 | 82  |
| Garaga de Saint-Georges      | 50 | 38 | 10 | 0   | 2   | 231 | 134 | 78  |
| Caron & Guay de Pont-Rouge   | 50 | 25 | 16 | 3   | 6   | 200 | 185 | 59  |
| Radio X de Québec            | 50 | 20 | 26 | 2   | 2   | 175 | 219 | 44  |
| Promutuel de Rivière-du-Loup | 50 | 18 | 25 | 4   | 3   | 162 | 234 | 43  |
| Paramédic du Saguenay        | 50 | 18 | 27 | 4   | 1   | 178 | 219 | 41  |
| Vikings de Trois-Rivières    | 50 | 10 | 36 | 2   | 2   | 143 | 240 | 24  |

## Coupe Futura-Playoffs
Zunächst trafen die sechs besten Mannschaften jeder Division in den Pre-Playoffs auf die anderen Mannschaften ihrer Division, wobei jede Mannschaft sechs Spiele bestritt. In der Division Est konnten sich schließlich Pont-Rouge, St. Georges, Thetford und Rivière-du-Loup qualifizieren; in der Division St. Jean, St. Hyacinthe, Sherbrooke und Verdun.  
| Coupe Futura-Viertelfinale | Coupe Futura-Viertelfinale   | Coupe Futura-Viertelfinale |    |                          | Coupe Futura-Halbfinale | Coupe Futura-Halbfinale | Coupe Futura-Halbfinale |  |  | Coupe Futura-Finale | Coupe Futura-Finale | Coupe Futura-Finale |
|                            |                              |                            |    |                          |                         |                         |                         |  |  |                     |                     |                     |
| O1                         | Dragons de Verdun            | 4                          |    |                          |                         |                         |                         |  |  |                     |                     |                     |
| O4                         | Saint-François de Sherbrooke | 0                          |    |                          |                         |                         |                         |  |  |                     |                     |                     |
| O4                         | Saint-François de Sherbrooke | 0                          | O1 | Dragons de Verdun        | 4                       |                         |                         |  |  |                     |                     |                     |
| Division Ouest             |                              |                            | O1 | Dragons de Verdun        | 4                       |                         |                         |  |  |                     |                     |                     |
|                            | O2                           | Mission de Saint-Jean      | 2  |                          |                         |                         |                         |  |  |                     |                     |                     |
| O2                         | O2                           | Mission de Saint-Jean      | 2  | Mission de Saint-Jean    | 4                       |                         |                         |  |  |                     |                     |                     |
| O2                         |                              |                            |    | Mission de Saint-Jean    | 4                       |                         |                         |  |  |                     |                     |                     |
| O3                         | Cousin de Saint-Hyacinthe    | 1                          |    |                          |                         |                         |                         |  |  |                     |                     |                     |
| O3                         | Cousin de Saint-Hyacinthe    | 1                          | O1 | Dragons de Verdun        | 4                       |                         |                         |  |  |                     |                     |                     |
|                            |                              |                            |    | Dragons de Verdun        | 4                       |                         |                         |  |  |                     |                     |                     |
|                            | E2                           | Garaga de Saint-Georges    | 3  |                          |                         |                         |                         |  |  |                     |                     |                     |
| E1                         | E2                           | Garaga de Saint-Georges    | 3  | Prolab de Thetford Mines | 4                       |                         |                         |  |  |                     |                     |                     |
| E1                         |                              |                            |    | Prolab de Thetford Mines | 4                       |                         |                         |  |  |                     |                     |                     |
| E5                         | Promutuel de Rivière-du-Loup | 0                          |    |                          |                         |                         |                         |  |  |                     |                     |                     |
| E5                         | Promutuel de Rivière-du-Loup | 0                          | E1 | Prolab de Thetford Mines | 2                       |                         |                         |  |  |                     |                     |                     |
| Division Est               |                              |                            | E1 | Prolab de Thetford Mines | 2                       |                         |                         |  |  |                     |                     |                     |
|                            | E2                           | Garaga de Saint-Georges    | 4  |                          |                         |                         |                         |  |  |                     |                     |                     |
| E2                         | E2                           | Garaga de Saint-Georges    | 4  | Garaga de Saint-Georges  | 4                       |                         |                         |  |  |                     |                     |                     |
| E2                         |                              |                            |    | Garaga de Saint-Georges  | 4                       |                         |                         |  |  |                     |                     |                     |
| E3                         | Caron & Guay de Pont-Rouge   | 1                          |    |                          |                         |                         |                         |  |  |                     |                     |                     |

## Vergebene Trophäen
| Auszeichnung                                          | Spieler                  | Team                     |
| ----------------------------------------------------- | ------------------------ | ------------------------ |
| Trophée Claude Larose Wertvollster Spieler            | David St. Pierre         | Dragons de Verdun        |
| Trophée Éric Messier Bester Verteidiger               | Éric Lavigne             | Dragons de Verdun        |
| Trophée Éric Messier Bester Verteidiger               | Simon Olivier            | Prolab de Thetford Mines |
| Trophée Guy Lafleur Topscorer                         | David St. Pierre         | Dragons de Verdun        |
| Trophée Maurice Richard Bester Torschütze             | Dominic Chiasson         | Dragons de Verdun        |
| Trophée des Gouverneurs Bester Trainer                | Pierre Rioux             | Garaga de Saint-Georges  |
| Coupe Futura Gewinner der LNAH-Playoffs               | Dragons de Verdun        | Dragons de Verdun        |
| Coupe du Commissaire Bestes Team der regulären Saison | Prolab de Thetford Mines | Prolab de Thetford Mines |